# Fácies sedimentar
Fácies sedimentar refere-se ao conjunto de características específicas de uma rocha sedimentar ou de um sedimento e que se refere a processos de transporte, deposição e/ou diagênese próprios de determinado ambiente ou bacia geológica e seu estudo está ligado determinação de sistemas deposicionais.